# نيشان الفيل الأبيض
نيشان الفيل الأبيض (تايلندية: เครื่องราชอิสริยาภรณ์อันเป็นที่เชิดชูยิ่งช้างเผือก بالإنجليزية: Order of the White Elephant) هو وسام تايلاندي أنشأه راما الرابع سنة 1861 بذلك أول وسام وطني تمنحه الحكومة تايلاند.

## معرض لصور بعض الحاصلين على الوسام

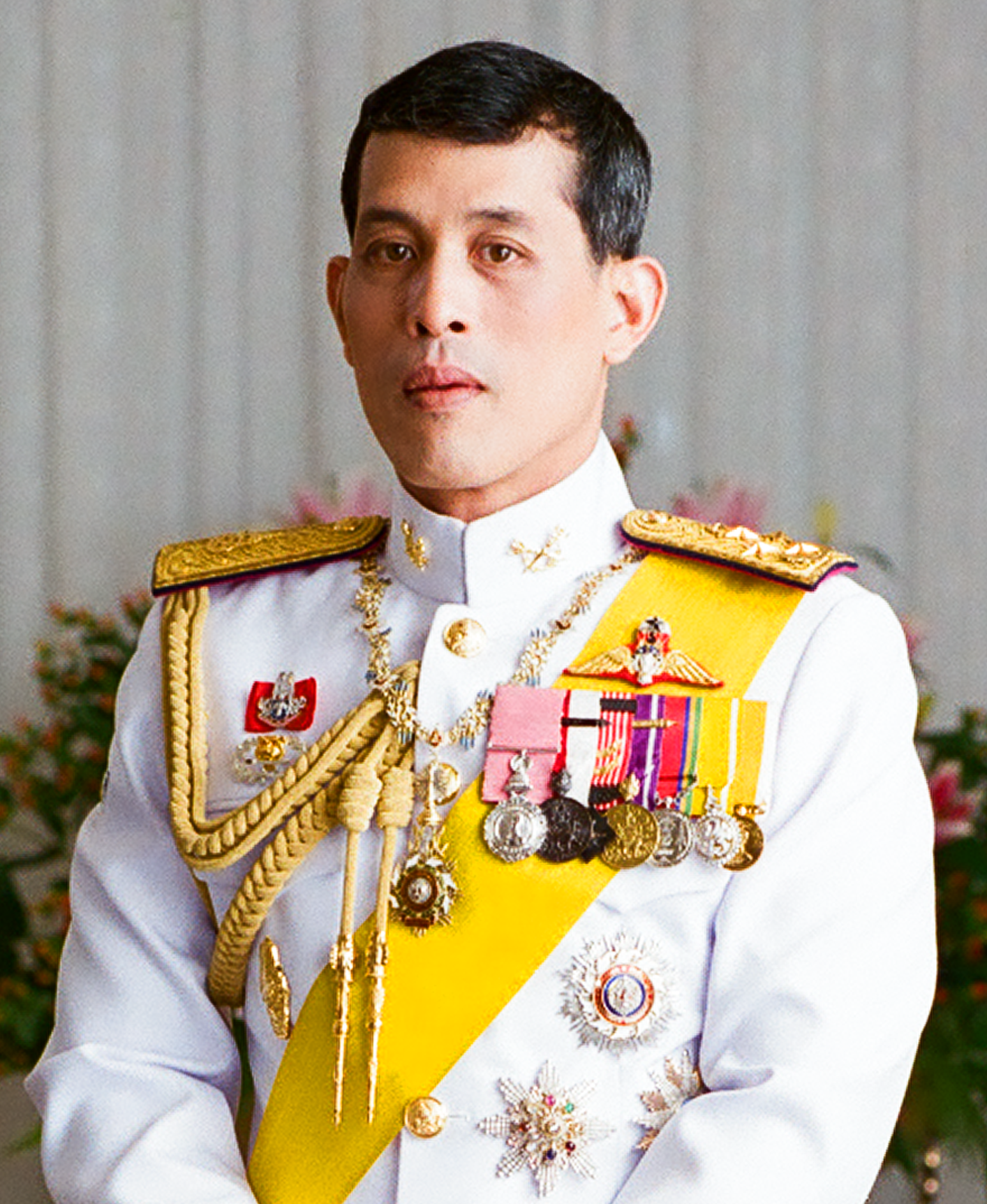
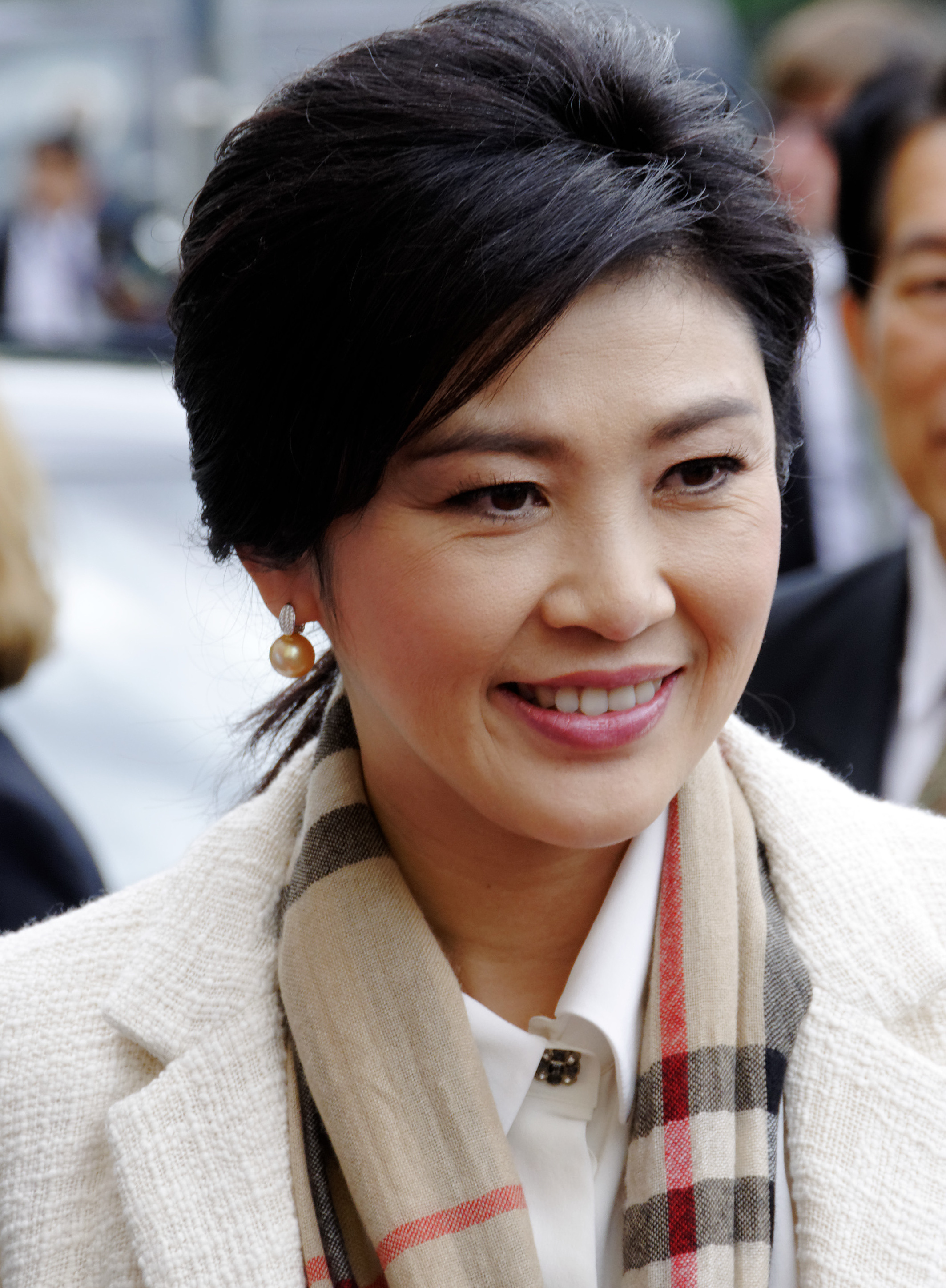
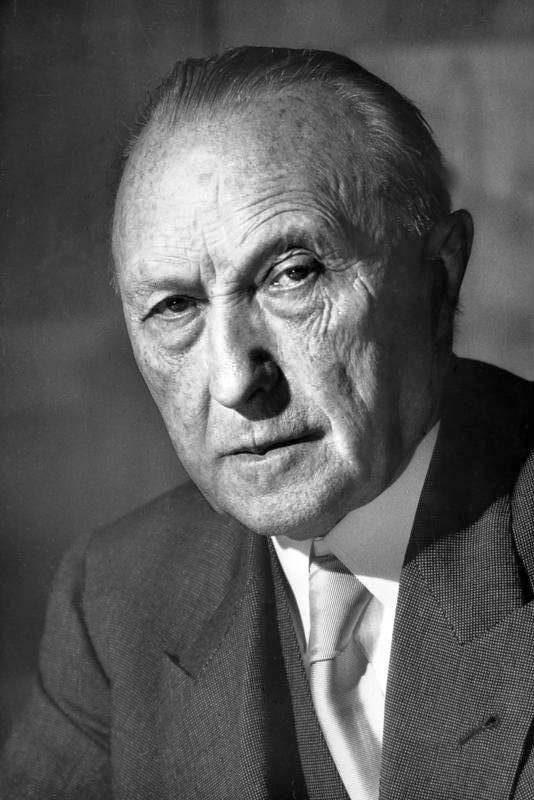
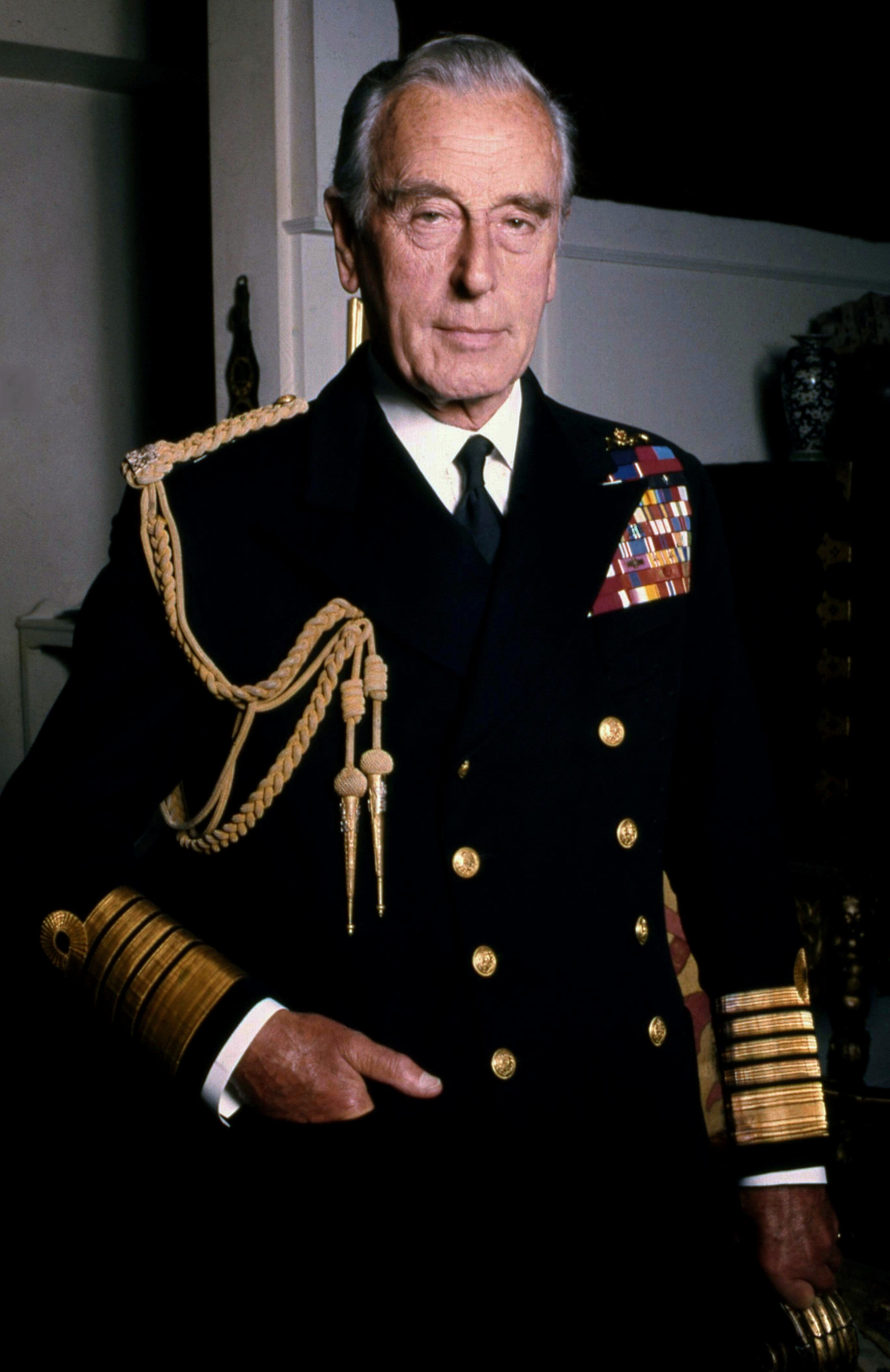
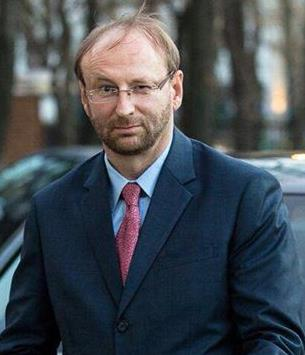
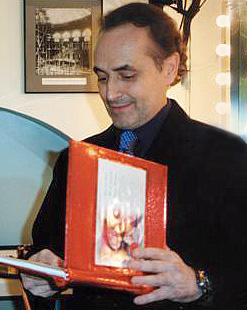
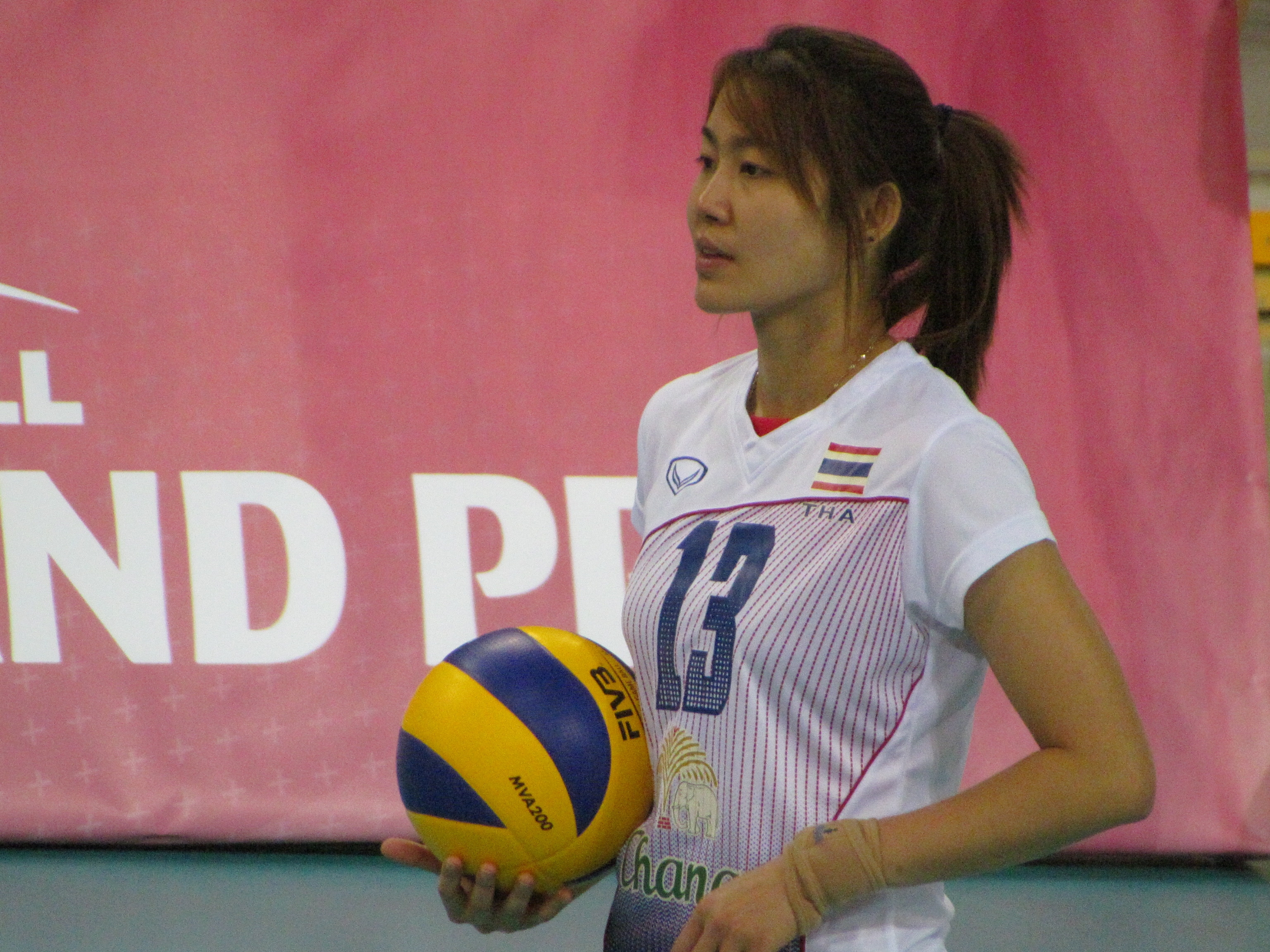
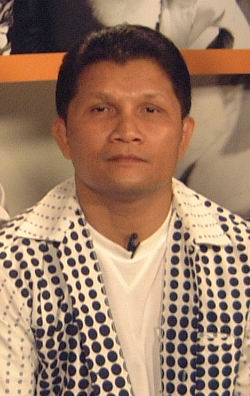
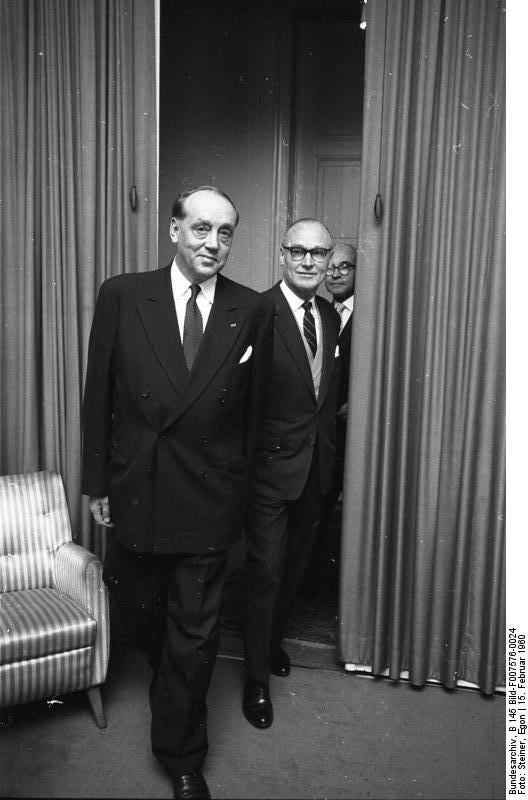
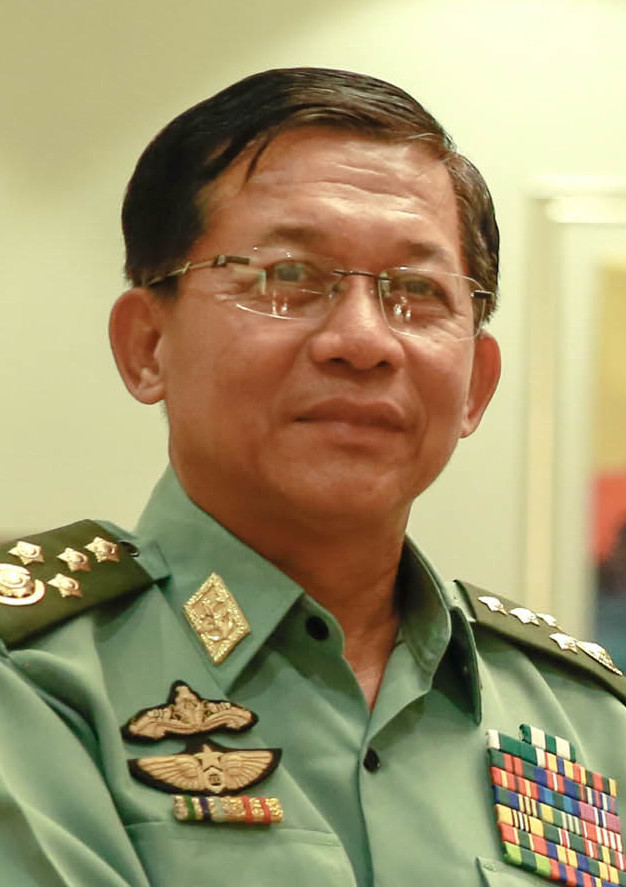